# وليد القوتلي
وليد القوتلي مخرج مسرحي وتلفزيوني وفنان تشكيلي سوري. وعمل لأكثر من أربعین عاماً في المسرح. عُرِضت أعماله على خشبة أهم المسارح محلیاً وعربیاً وعالمیاً كالمسرح القومي ومسرح القباني في دمشق ومسرح جامعة السوربون في باریس

## عن حیاته

### نشأته
ولِد ولید القوتلي في دمشق بسوریا، وقضى مطلع التسعینیات في فترات استقرار متقطعة بین دمشق وباريس والشارقة، لیستقرَ بعدها في دبي.

### تعلیمه
دَرَسَ ولید القوتلي في الأكاديمية الوطنية للفنون المسرحية والسينمائية (كریستيو سارافوف) في صوفیا - بلغاریا وتخرج من قسم الإخراج المسرحي عام 1973. حیث نما وتعمق حبه للمسرح وبالأخص للمسرح الشعري والتجریبي، وعاد منها لیبدأ خطوات حیاته المهنیة في دمشق وینطلق منها إلى العالم.

### حیاته المهنیة
تنوعَت الأعمال التي شغلها في حیاته وتوزّعت في المجالات الآتیة:

#### المجال الأكادیمي
عمل ولید القوتلي كمدرس في المعهد العالي للفنون المسرحیة في دمشق ما بین عامي 1979- 1992 خلالها قام بتدریس المواد التالیة: فن التمثیل، مبادئ الإخراج، المختبر المسرحي. كما ترأس قسم التمثیل في نفس المعهد في 1991 - 1992.

#### مجال الإخراج التلفزیوني
وفي هذه الأثناء شَغِل القوتلي مهنة مخرج في قسم الدراما التلفزیونیة في التلفزیون العربي السوري في 1976 - 1999 حیث قام بإخراج العدید من التمثیلیات والمسرحیات التلفزیونیة عدد منها كان موجهاً للأطفال والناشئة.

#### مجال الإخراج المسرحي
وكوْن شغفه الأول والوحید كان متعلقاً بخشبة المسرح، أخرج ولید القوتلي أكثر من ثلاثین مسرحیة داخل وخارج سوریا. والعدید منها یغلب علیه طابع تجریبي وشعري كما وعَمِلَ مع العدید من فناني الجیل الصاعد في فرق الهواة كواحة الراهب. أما في التحكیم المسرحي فله تجارب طویلة في ذلك، حیث كان عضو لجنة التحكيم في مهرجان الدراما التلفزيونية في بلوفديف، بلغاريا 1979، كما تَرَأسَ لجنة تحكیم الأیام المسرحیة لكليات العلوم التطبيقية في آذار 2012 في سلطنة عمان وكذلك في مهرجان كلباء للمسرحیات القصیرة في دولة الإمارات عام 2017.

#### مجال الإخراج الوثائقي
كما عَمِلَ بالفترة الأخیرة 2013 - 2017 على عدد من الوثائقیات التي تخاطب الطفولة السوریة الضائعه بزمن الحرب.

## عن أعماله

### في الإخراج المسرحي
| الرقم | اسم المسرحیة              | المؤلف              | عام العرض | مكان العرض                                            |
| ----- | ------------------------- | ------------------- | --------- | ----------------------------------------------------- |
| 1     | توباز                     | مارسیل بانیول       | 1974 1974 | مسرح الشبیبة. حمص مسرح القباني. دمشق                  |
| 2     | قصة حدیقة الحیوان         | إدوارد ألبي         | 1978      | مسرح القباني. دمشق                                    |
| 3     | لكع بن لكع                | إمیل حبیبي          | 1981      | المسرح العمالي. دمشق                                  |
| 4     | الضفادع                   | أریستوفان           | 1981      | مسرح القباني. دمشق                                    |
| 5     | حكایة فاسكو               | جورج شحادة          | 1982      | المسرح القومي. دمشق مشروع تخرج                        |
| 6     | كانون الثاني              | یوردان رادیتشكوف    | 1983      | المسرح القومي. دمشق                                   |
| 7     | السلام                    | اقتباس ولید القوتلي | 1985      | مسرح القباني. دمشق                                    |
| 8     | الملك یموت                | أوجین یونیسكو       | 1990      | المسرح العمالي. دمشق مشروع تخرج                       |
| 9     | الثعلب والعنب             | فیغویریدو           | 1991      | المعهد العالي للفنون المسرحیة. دمشق                   |
| 10    | من وحي الكومیدیا المرتجلة | ولید القوتلي        | 1991      | المعهد العالي للفنون المسرحیة. دمشق                   |
| 11    | الدرس                     | أوجین یونیسكو       | 1992      | المركز الثقافي الفرنسي                                |
| 12    | كاسبار                    | بیتر هاندكه         | 1992      | المسرح القومي. دمشق مشروع تخرج                        |
| 13    | أصل الحكایة               | بكر الشرقاوي        | 1992      | المسرح القومي. دمشق مشروع تخرج                        |
| 14    | یومیات مجنون              | نیكولاي غوغول       | 1994      | مسرح القباني. دمشق                                    |
| 15    | بلا تعلیق                 | ولید القوتلي        | 1996      | مسرح القباني. دمشق                                    |
| 16    | حكایا الجسد               | ولید القوتلي        | 1997      | المسرح العمالي. دمشق                                  |
| 17    | عین القمر                 | ولید القوتلي        | 2004      | المسرح القومي. دمشق                                   |
| 18    | إنتظار (لعب مع بیكیت)     | ولید القوتلي        | 2006      | المسرح القومي. دمشق                                   |
| 19    | محاولة طیران              | إقتباس ولید القوتلي | 2008      | دار الأوبرا. دمشق احتفالیة دمشق عاصمة الثقافة العربیة |
| 20    | في انتظار البرابرة        | إقتباس ولید القوتلي | 2010      | دار الأوبرا. دمشق احتفالیة دمشق عاصمة الثقافة العربیة |

| الرقم | اسم المسرحیة           | المؤلف              | عام العرض | مكان العرض                                                        |
| ----- | ---------------------- | ------------------- | --------- | ----------------------------------------------------------------- |
| 1     | لكع بن لكع             | إمیل حبیبي          | 1981      | تونس: مهرحان قرطاج المسرحي                                        |
| 2     | یومیات مجنون           | اقتباس عن غوغول     | 1995      | معهد العالم العربي. باریس                                         |
| 3     | یومیات امرأة سعیدة جداً | ولید القوتلي        | 1995      | شتوتغارت. ألمانیا مسرح" خف الجمل". باریس                          |
| 4     | كما تشاء               | ولید القوتلي        | 1999      | مسرح جامعة السوربون. باریس مهرجان حوض المتوسط: مونفالكون. ایطالیا |
| 5     | كما ترى                | ولید القوتلي        | 2000      | مهرجان الضفة الأخرى: مسرح السیف الخشبي. باریس                     |
| 6     | ستائر وألوان           | ولید القوتلي        | 2003      | بینالي الشارقة السادس: بیت الشامسي. الشارقة                       |
| 7     | عنف                    | ولید القوتلي        | 2003      | ورشة مسرحیة لصالح دائرة الثقافة والاعلام. الشارقة                 |
| 8     | إنتظار (لعب مع بیكیت)  | اقتباس ولید القوتلي | 2006 2008 | مهرجان عمان المسرحي. الأردن مهرجان أوكیناوا المسرحي. الیابان      |
| 9     | في انتظار البرابرة     | ولید القوتلي        | 2010      | مهرجان القاهرة الدولي للمسرح التجریبي                             |
| 10    | الأیام السبعة للوقت    | نوري الجراح         | 2012      | الدوحة. قطر                                                       |
| 11    | نحن والعالم            | وليد القوتلي        | 2016 2017 | غازي عنتاب - تركيا اسطنبول - تركيا                                |

### في التلفاز والأفلام الوثائقية
| الرقم | اسم الفیلم                    | العام |
| ----- | ----------------------------- | ----- |
| 1     | أطفال سوریا یصعدون إلى السماء | 2013  |
| 2     | طائر النار                    | 2014  |
| 3     | تعمید بالنار                  | 2015  |
| 4     | مرام: اغتیال حلم              | 2016  |
| 5     | عرس في ميتم                   | 2017  |

| الرقم | اسم المادة         | نوعها  | اسم الكاتب الأصلي | اللغة         |
| ----- | ------------------ | ------ | ----------------- | ------------- |
| 1     | الثعلب والعنب      | مسرحية | فيجويريدو         | عن الإنكليزية |
| 2     | مذكرات مجنون       | مسرحية | جوجول             | عن البلغارية  |
| 3     | كانون الثاني       | مسرحية | يوردان راديتشكوف  | البلغارية     |
| 4     | فن الإخراج المسرحي | كتاب   | بوريس زاخافا      | عن البلغارية  |
| 5     | قصيدة مع الماء     | شعر    | صلاح ستيتية       | عن الفرنسية   |

## رأيه حول المسرح السوري
يرى ولید القوتلي أن أسالیب تطویر المسرح السوري تكون من خلال وجوب إتاحة الفرص أمام الشباب الصاعد للمشاركة في صناعة هذا الصنف الفني وعلى أهمیة مشاركة جمیع الجهات لتحقیق استدامة المسرح. ویقول أنه يشعر بالأسى على حال المسرح السوري الذي یعاني من الإهمال وابتعاد الحضور الشعبي عنه وانفصاله عن باقي اهتمامات المثقفین في مختلف مجالاتهم، حیث یصُّف توجهه التجریبي بالمسرح بالقول أن «العرض «فرجة» ولیس للسّماع» (جریدة الاتحاد، 2009). فوظیفة المسرح أن یكونَ «متَعة بصریة في الأساس هدفها الضروري الدخول للمشاهد عبر حواسه، ومن ثم یترك لعقله أن یفكر ویحلل» (ولید القوتلي، العربیة، 2011).